# Лабіко
Лабіко (італ. Labico) — муніципалітет в Італії, у регіоні Лаціо,  метрополійне місто Рим-Столиця.
Лабіко розташоване на відстані близько 36 км на схід від Рима.
Населення — 6273 особи (2014).
Щорічний фестиваль відбувається 16 серпня. Покровитель — святий Рох.

## Демографія
Населення за роками:

Станом на 1 січня 2023 року в муніципалітеті офіційно проживало 655 іноземців з 47 країн, серед них 465 громадян країн Євросоюзу та 14 громадян України.

## Сусідні муніципалітети
- Палестрина
- Вальмонтоне